# Junodia spinosa
Junodia spinosa är en bönsyrseart som beskrevs av Roger Roy 1972. Junodia spinosa ingår i släktet Junodia och familjen Hymenopodidae. Inga underarter finns listade i Catalogue of Life.